# Municipio de Butte (Dakota del Norte)
El municipio de Butte (en inglés: Butte Township) es un municipio ubicado en el condado de McLean en el estado estadounidense de Dakota del Norte. En el año 2010 tenía una población de 13 habitantes y una densidad poblacional de 0,14 personas por km².

## Geografía
El municipio de Butte se encuentra ubicado en las coordenadas 47°48′30″N 100°47′21″O / 47.80833, -100.78917. Según la Oficina del Censo de los Estados Unidos, el municipio tiene una superficie total de 93.32 km², de la cual 92,36 km² corresponden a tierra firme y (1,03 %) 0,96 km² es agua.

## Demografía
Según el censo de 2010, había 13 personas residiendo en el municipio de Butte. La densidad de población era de 0,14 hab./km². De los 13 habitantes, el municipio de Butte estaba compuesto por el 100 % blancos. Del total de la población el 0 % eran hispanos o latinos de cualquier raza.